# Championa badeni
Championa badeni là một loài bọ cánh cứng trong họ Cerambycidae.